# 2. Badminton-Bundesliga 2002/03
Die 2. Badminton-Bundesliga 2002/03 als zweithöchste deutsche Spielklasse in der Sportart Badminton war in zwei Staffeln unterteilt (Nord und Süd), in der jeweils acht Teams gegeneinander antraten. In die 1. Bundesliga stiegen der 1. BC Bischmisheim und die SG EBT Berlin auf.

## 2. Bundesliga Nord
Abschlusstabelle
| Platz | Mannschaft                        | Spiele |
| ----- | --------------------------------- | ------ |
| 1.    | SG EBT Berlin                     | 14     |
| 2.    | VfL 93 Hamburg                    | 14     |
| 3.    | BVH Dorsten (N)                   | 14     |
| 4.    | BV Wesel Rot-Weiss (A)            | 14     |
| 5.    | BC Eintracht Südring Berlin 2 (N) | 14     |
| 6.    | BV Gifhorn                        | 14     |
| 7.    | TuS Gildehaus                     | 14     |
| 8.    | Bottroper BG                      | 14     |

## 2. Bundesliga Süd
Abschlusstabelle
| Platz | Mannschaft                  | Spiele |
| ----- | --------------------------- | ------ |
| 1.    | 1. BC Bischmisheim          | 14     |
| 2.    | SG Anspach (A)              | 14     |
| 3.    | SV Fortuna Regensburg       | 14     |
| 4.    | TSV Neuhausen-Nymphenburg   | 14     |
| 5.    | TSV Neubiberg-Ottobrunn (N) | 14     |
| 6.    | 1. BCW Hütschenhausen       | 14     |
| 7.    | TV Wehen (N)                | 14     |
| 8.    | BSG Unkel / Linz (N)        | 14     |